# Mario Sironi

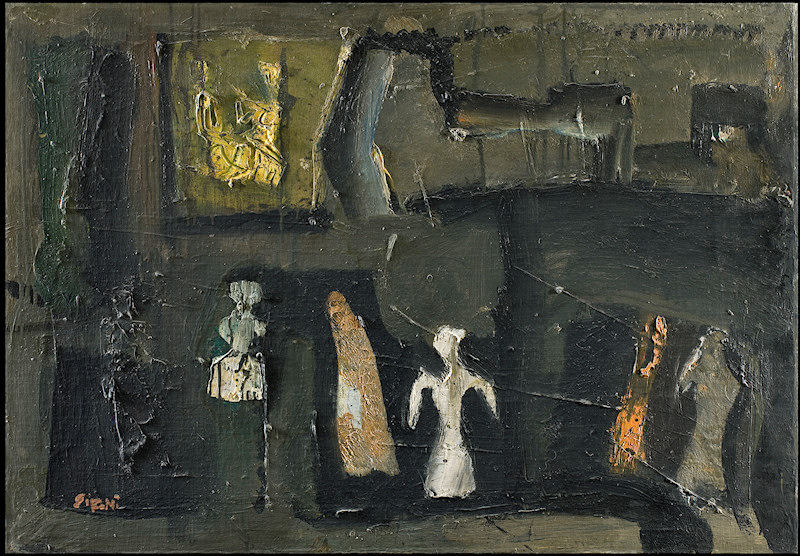
Composição, 1957 (Fondazione Cariplo)

Mario Sironi (Sassari, 12 de maio de 1885 – Milão, 13 de agosto de 1961) foi um pintor italiano. 

## Carreira
Estudou engenharia em Roma, deixando os estudos para se dedicar à pintura. Formou-se no estudo de Giacomo Balla, onde conheceu a Gino Severini e Umberto Boccioni. Com este último realizou uma viagem pela França e Alemanha em 1908. As suas primeiras obras enquadraram-se no futurismo, com uma temática relativa à vida urbana e à era industrial (O caminhão, 1914; Composição com hélice, 1915). Após uma curta etapa na pintura metafísica (Cavalo branco, 1919), terminou num expressionismo pessoal, influenciado pela pintura tradicional italiana, com certo ar arcaico, de formas geometricamente reduzidas. Seguiu com as suas representações urbanas, às que outorgava um curioso aspecto de evocação histórica, ao tempo que um ar de angustiosa solidão, em cenas de cidades industriais que absorvem o indivíduo, refletido por figuras solitárias de operários imersos nos palcos de grandes fábricas e bairros industriais cruzados por comboios, caminhões e bondes (Paisagem urbana, 1921). 
Para meados da década de 1920 aderiu-se ao estilo Novecento, que propugnava o retorno ao classicismo de tradição italiana, movimento que contou com o patrocínio do regime fascista de Mussolini. As suas novas temáticas foram a paisagem, o retrato e o despido, com uma base de inspiração na antiguidade e no caráter mediterrâneo da arte italiana. Propôs o retorno a técnicas tradicionais, como o afresco, o mosaico e o baixo-relevo, e aproximou-se ao design ligado à arquitetura (pavilhões da Fiat para a Feira de Milão) e à cenografia teatral.

## Obras
- Il ciclista ('O ciclista', entre 1916 e 1917).
- Il camion ('O caminhão', entre 1914 e 1915).
- Il camion giallo ('O caminhão amarelo', de 1919).
- L'allieva ('A aluna', de 1924).
- L'architetto ('O arquiteto', de 1924). Exposto na sala do “Novecento” da Bienal de Veneza.
- Paesaggio urbano ('Paisagem urbano', de 1927).
- Il lavoro ('O trabalho', entre 1949 e 1950).
- La donna ('A mulher', entre 1955 e 1958).